# St Kilda Football Club
Il St Kilda Football Club è un club di football australiano della città di Melbourne.